# Corps résiduel
Un corps résiduel d'un anneau commutatif R est le quotient de R par un idéal maximal. S'agissant d'un idéal maximal, l'anneau issu du quotient a une structure de corps.
Le concept est avant tout utilisé en géométrie algébrique et en théorie algébrique des nombres, où l'on travaille le plus souvent avec un anneau local ou un anneau de valuation discrète, qui ne possède qu'un idéal maximal et permet donc de parler « du » corps résiduel.
On peut opérer le quotient sur un anneau non commutatif, mais on obtient alors un corps gauche. Un corps est naturellement son propre corps résiduel.

## Applications
À tout point x d'un schéma, est associé un anneau local (par exemple par la topologie de Zariski) et donc un corps résiduel noté {\displaystyle \kappa (x)}. Si {\displaystyle \kappa (x)\subset k} pour un certain point x et un corps k, le point x est dit k-rationnel.
Si {\displaystyle (X,{\mathcal {O}}_{X})} est un espace localement annelé, pour un point x, l'anneau considéré est l'anneau local {\displaystyle {\mathcal {O}}_{X,x}}, et le corps résiduel est le quotient de cet anneau par son unique idéal maximal.
Pour une variété complexe, tous les points ont le corps des nombres complexes pour corps résiduel. Dans le cas d'une variété différentielle, ou de l'anneau des polynômes à coefficients réels, le corps résiduel est le corps des nombres réels.
Un corps local a un corps résiduel fini si, et seulement s'il est localement compact.

## Référence
(en) Robin Hartshorne, Algebraic Geometry [détail des éditions]